# IC 1101
IC 1101是位於阿贝尔2029星系團中心的一個超巨大橢圓星系，距離地球大約320百萬秒差距（10.4億光年）。

## 特性
這個星系被分類為超巨大橢圓（E）到透鏡狀星系（S0），並且是艾伯耳2029星系團中最亮的星系（它也會被稱為A2029-BCG；BCG的意思是最亮團星系）。這個星系的型態類型被懷疑是個扁平的圓盤狀，但從地球上看到的只是它最寬廣的一面。然而，多數的透鏡星系的尺寸範圍從15至37千秒差距（5萬至12萬光年）。
IC 1101是已知星系中最大的，但是如何定義這種星系的大小，在天文學的文獻中仍有爭議。來自星系的藍光攝影乾版（對恆星的取樣不包括擴散的暈）給予的有效半徑（輻射出一半光量的半徑）是65±12 kpc (212±39 thousand ly)。這個星系有非常大的低強度漫射光，半徑延伸至600千秒差距（200萬光年）。研究IC 1101的作者確認若包含暈可能是宇宙中最大和最亮的星系。
像多數的巨大星系，IC 1101擁有大量的富金屬星，其中有些比太陽老70億歲，因此呈現金黃色的光澤。它在中心有一個與巨大的黑洞，與明亮的無線電源相關聯。

## 發現
這個星系是在1790年6月19日由英國天文學家威廉·赫歇爾發現的。它於1895年被約翰·路易·埃米爾·德雷耳收錄在星雲和星團索引目錄（IC）中的第1101個天體。當它被發現時，以它的外觀被認為是一個星雲。後來愛德溫·哈伯在1932年發現一些具有星雲外觀的天體實際上就是獨立的星系，對這些天空中物體進行的後續分析，發現IC 1101是一個獨立的星系。

## 外部連結
- Wilford, John Noble. . The New York Times. 26 October 1990  [2016-04-14]. （原始内容存档于2016-03-06）.
- . Astronomy Picture of the Day. 12 March 2012  [2016-04-14]. （原始内容存档于2012-03-14）.
- WikiSky上关于IC 1101的内容：DSS2, SDSS, GALEX, IRAS, 氢α, X射线, 天文照片, 天图, 文章和图片